# Rachilde
Marguerite Eymery, épouse Alfred Vallette, dite Rachilde, née en Dordogne, à Château-l'Évêque (entre le bourg et Périgueux) le 11 février 1860 et morte à Paris le 4 avril 1953, est une femme de lettres française.
Elle publie également sous les pseudonymes de Jean de Chilra et Jean de Chibra.

## Biographie
Marie-Marguerite Eymery naît le 11 février 1860 au domaine du Cros, à Château-l'Évêque, de Joseph Eymery, capitaine adjudant-major au 5e régiment de chasseurs à cheval, et de son épouse Marie-Gabrielle Feytaud. Son père est un fils naturel du marquis d'Ormoy et officier ayant participé à la colonisation de l'Afrique. Sa mère, fille du rédacteur en chef du Courrier du Nord, vient d'une vieille famille bourgeoise et richement dotée.
Fille de militaire, rejetée par son père qui aurait voulu un garçon, et d’une mère excentrique adepte du spiritisme, elle refuse durant son adolescence un premier fiancé militaire proposé par son père, en mettant en balance un projet de suicide, et adopte le pseudonyme de Rachilde lors d’une séance de table tournante. Elle prétend alors que c'est Rachilde, un gentilhomme suédois du XVIe siècle, qui lui dicte ses œuvres.
Dans son livre Quand j'étais jeune, écrit en 1947, elle décrit son enfance solitaire et meurtrie par le tempérament de ses parents. En effet, son père revient défiguré par la variole après la défaite de la France en 1870. Humilié, il devient violent et alcoolique tandis que la mère plonge dans la dépression et finit ses jours à l'asile de Charenton.
Son éducation est complexe : d'un côté, elle est élevée comme une femme héritière et ses faits et gestes sont surveillés de près ; de l'autre, elle est élevée par son père comme le serait un militaire.
Écrivant en cachette, elle envoie à quinze ans une de ses nouvelles à Victor Hugo qui lui répond : « Remerciements, applaudissements. Courage, Mademoiselle. »
Elle se rend ensuite à cheval à Périgueux pour persuader le directeur de L'Écho de la Dordogne de publier un reportage sur les manœuvres d'automne que l'armée organise dans la région. 
Elle passe deux ans dans un couvent puis arrive à Paris à l'âge de 18 ans. Cavalière, elle manie également le pistolet et l'épée.
En 1880, son premier roman, La Dame des bois, est publié sous la forme d'un feuilleton dans le journal L’École des femmes.
Romancière prolifique, elle est l'autrice de plus de soixante-cinq ouvrages. S’habillant et se coiffant à la garçonne (elle fait même graver des cartes de visite au nom de « Rachilde, homme de lettres »), elle s’intéresse très tôt aux questions d’identité sexuelle et d’inversion. 
Son roman le plus célèbre, Monsieur Vénus, lui vaut une célébrité immédiate et largement sulfureuse. En effet, Rachilde y raconte l'étrange liaison d'une femme aristocrate, excentrique et dominatrice, et d’un ouvrier fleuriste féminisé par sa belle avant qu’elle ne consente à l'amour. Censuré en France, il est édité pour la première fois à Bruxelles, chez Auguste Brancart, en 1884. Ce n'est que cinq ans plus tard, en 1889, qu'il est publié en France, chez Félix Brossier.  
La Tour d'amour (1899), autre roman sulfureux, met en scène un vieux gardien de phare (le phare d'Ar-Men, dont la construction fut sanglante), qui voit arriver le Maleux qui vient le seconder. Le Maleux se retrouve dans une ambiance confinée et morbide face au vieux gardien de phare qui guette les noyées pour pouvoir les aimer,.
En 1885, elle demande et obtient une permission de travestissement de la préfecture de police. En 1889, après plusieurs aventures amoureuses (notamment avec Gisèle d'Estoc), elle consent finalement à un mariage de raison avec Alfred Vallette, directeur de la revue symboliste du Mercure de France,. Ce mariage est un mariage civil. Le couple a une fille.
Elle tient un salon dans les bureaux des éditions du Mercure de France qu'elle fonde, d'abord rue de l'Échaudé puis 26 rue de Condé, où elle reçoit des écrivains et poètes comme Jules Renard, Maurice Barrès, Pierre Louÿs, Émile Verhaeren, Paul Verlaine, Jean Moréas, Paul et Victor Margueritte, Francis Carco, André Gide, Catulle Mendès, Léo d'Orfer (Marius Pouget), Natalie Clifford Barney, Henry Bataille, Guillaume Apollinaire, Alfred Jarry, Léon Bloy, Remy de Gourmont, Joris-Karl Huysmans, l’astronome Camille Flammarion, Stéphane Mallarmé, Henry Gauthier-Villars dit « Willy », Jean Lorrain, Jean de Tinan, Laurent Tailhade, Louis Dumur et Oscar Wilde,.
Ces salons ont une influence sur la littérature de leur temps, et cette romancière, longtemps considérée comme une excentrique, est aujourd’hui davantage reconnue comme l'une des plumes et des personnalités littéraires marquantes de la fin du XIXe siècle.
En parallèle des salons, Rachilde tient la chronique des romans du Mercure de France, et ce jusqu'en 1925. Elle manifeste alors un dégoût évident pour les femmes de lettres.
À la fin des années 1920 et pendant les années 1930, le monde change et sa notoriété s'estompe. Le Mercure de France passe au second plan derrière La Nouvelle Revue française d'André Gide. Toujours célébrée par certains, elle est également fortement rejetée par d'autres pour son antiféminisme, son patriotisme xénophobe et antisémite, et ses romans surannés.
Sa signature autographe (Rachilde) figure sur l'un des feuillets signés par les convives du banquet mémorable donné le 31 décembre 1916 en l'honneur d'Apollinaire à l'ancien palais d'Orléans de l'avenue du Maine.
Rachilde meurt oubliée en 1953, âgée de 93 ans, à son domicile du 26 rue de Condé. Elle est inhumée au cimetière parisien de Bagneux (8e division).

### Décorations
- Officière de la Légion d'honneur en 1949 (chevalière en 1924)[18].

## Œuvres

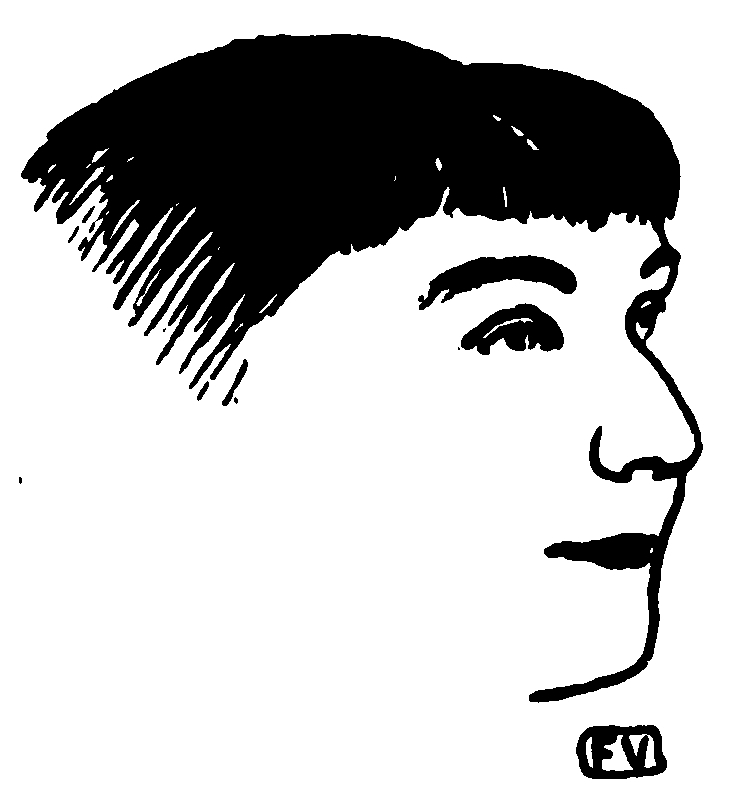
Portrait de Rachilde par Félix Vallotton paru dans Le Livre des masques de Remy de Gourmont (1898).

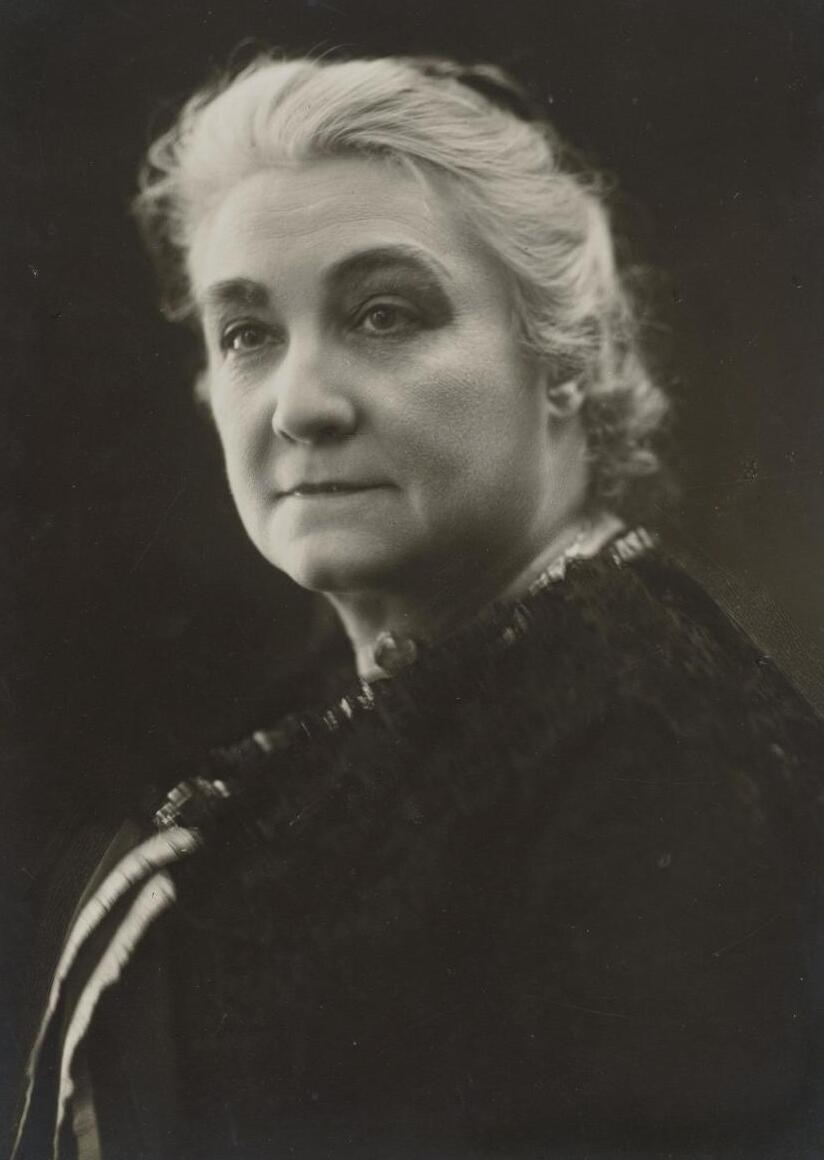
Photographie de Rachilde par Henri Manuel.

### Publications anthumes
- “La Création de l’oiseau Mouche”, nouvelle parue dans L’Écho de la Dordogne du 23 juin 1877
- Les Grandes Manœuvres de Thiviers, Paris, 1879
- Monsieur de la Nouveauté, Paris, 1880
- La Femme du 199e régiment (fantaisie militaire), Périgueux, 1881
- Histoires bêtes pour amuser les petits enfants d'esprit, Paris, 1884
- Monsieur Vénus, roman matérialiste (avec Francis Talman), Bruxelles, Auguste Brancart, 1884
- Nono, roman de mœurs contemporaines, Paris, 1885
- Queue de poisson, Bruxelles, 1885
- À mort, Paris, 1886
- La Virginité de Diane, Paris, 1886
- La Marquise de Sade, Paris, E. Monnier, 1887
- Le Tiroir de Mimi-Corail, Paris, 1887
- Madame Adonis, Paris, E. Monnier, 1888
- Monsieur Vénus (avec préface de Maurice Barrès), Paris, Félix Brossier, 1889
- Le Mordu, mœurs littéraires, Paris, Félix Brossier, 1889
- L'Homme roux (nouvelle), Paris, Librairie Illustrée, coll. « Les oubliés », 1889
- Minette, Paris, Librairie française et Internationale, 1889
- La Sanglante Ironie, Paris, Léon Genonceaux, 1891
- Théâtre, Paris, 1891
- Le Château hermétique, Paris, le Mercure de France, 1892
- L'Animale, Mercure de France, Paris, 1893
- Le Démon de l'absurde, Paris, 1894
- La Princesse des ténèbres, Paris, 1896
- Les Hors Nature. Mœurs contemporaines, Paris, 1897
- L'Heure sexuelle, Paris, 1898
- La Tour d'amour, Paris, 1899
- Contes et Nouvelles, suivis du Théâtre, Paris, 1900
- La Jongleuse, Paris, Mercure de France, 1900
- L'Imitation de la mort, nouvelles, Paris, 1903
- Le Dessous, Paris : Mercure de France, 1904
- Le Meneur de louves, Paris, 1905
- Son printemps, Paris, 1912
- La Terre qui rit, Paris, Éditions de la Maison du livre, 1917
- Dans le puits ou la vie inférieure, Paris, Mercure de France, 1918
- La Découverte de l'Amérique, Genève, 1919
- La Maison vierge, Paris, 1920
- La Souris japonaise, Paris, 1921
- Les Rageac, Paris, 1921
- Le Grand Saigneur, Paris, 1922
- L'Hôtel du Grand Veneur, Paris, 1922
- Le Château des deux amants, Paris, Flammarion, 1923
- Le Parc du mystère (en collaboration avec F. de Homem Christo), Paris, Flammarion, 1923
- Au seuil de l'enfer (en collaboration avec F. de Homem Christo), Paris, Flammarion, 1924
- La Haine amoureuse, Paris, Flammarion, 1924
- Le Théâtre des bêtes (illustrations de Roger Reboussin), Paris, Les Arts et le Livre, 1926
- Refaire l'amour, Paris, Ferenczi, 1927
- Alfred Jarry ou le Surmâle de lettres, Paris, Grasset, 1927
- Le Prisonnier (en collaboration avec A. David), Paris, éd. de France, 1928
- Madame de Lydone, assassin, Paris, Ferenczi, 1928
- Pourquoi je ne suis pas féministe, Paris, éd. de France, 1928
- La Femme aux mains d'ivoire, Paris, éd. des Portiques, 1929, lire en ligne sur Gallica
- Le Val sans retour (en collaboration avec J.-J. Lauzach), Paris, Fayard, 1929
- Portraits d'hommes, Paris, Mornay, 1929
- L'Homme aux bras de feu, Paris, Ferenczi, 1930
- Les Voluptés imprévues, Paris, Ferenczi, 1931
- Notre-Dame des rats, Paris, Querelle, 1931
- Jeux d'artifice, Paris, Ferenczi, 1932
- L'Amazone rouge, Paris, Lemerre, 1932
- La Femme Dieu, Paris, Ferenczi, 1934, lire en ligne sur Gallica
- Mon étrange plaisir, Paris, Baudinière, 1934
- L'Aérophage (en collaboration avec J.-J. Lauzach), Paris, Les écrivains associés, 1935
- L'Autre Crime, Paris, Mercure de France, 1937, lire en ligne sur Gallica
- Les Accords perdus, Paris, Corymbes, 1937
- La Fille inconnue, Paris, Imprimerie la technique du livre, 1938, lire en ligne sur Gallica
- Pour la lumière, Paris, Fayard, 1938
- L'Anneau de Saturne, Paris, Ferenczi & fils, 1939
- Face à la peur, Paris, Mercure de France, 1939
- Duvet-d'Ange. Confession d'une jeune homme de lettres, Paris, Messein, 1943
- Le Roman d'un homme sérieux. Alfred Vallette à Rachilde 1885-1889, Paris, Mercure de France, 1944
- Survie, Paris, Messein, 1945
- Quand j'étais jeune, Paris, Mercure de France, 1947

### Publications posthumes
- À l'auberge de l'aigle, Reims, À l'Écart, 1977
- L'Homme qui raille dans les cimetières, présentation de Paul Gayot, Paris, Éditions du Fourneau, 1982
- 14 Contes de jeunesse, présentation de Christian Soulignac, Paris, Éditions du Fourneau, 1983
- Portrait de Hugues Rebell, Reims, À l'Écart, 1987
- Auriant, Reims, À l'Écart, 1987
- Lettre à Charles Régismanset, collection Lettres de Femmes no 1, présentation de Christian Soulignac, Reims, À l'Écart, 1991
- Trois Lettres à Alfred Jarry, présentation de Sylvain Goudemare, Paris, Les Silènes, 1991

### Rééditions
- La Marquise de Sade, Paris, Léon Genonceaux, 1890
- Monsieur Vénus, (avec préface de Maurice Barrès), couverture illustrée, Paris, Léon Genonceaux, 1890/1891, 1899, 1902
- Monsieur Vénus, (avec préface de Maurice Barrès et une lettre autographe inédite), Paris, Flammarion, 1926, 1977, 1992, 1998
- La Femme aux mains d'ivoire, Paris, J. Ferenczi et fils, avec bois originaux de Claude-René Martin), 1937
- Le Château hermétique, sl, Ver Soli Ter, 1963
- La Terre qui rit, Paris, Éditions du Fourneau, coll. « olympienne » no 2, 1980  (ISBN 2-86288-020-5)
- L'Animale, Paris, Mercure de France, avec une préf. d’Édith Silve, 1993  (ISBN 2-7152-1787-0)
- Les Hors Nature, Paris, Séguier, coll. « Bibliothèque décadente », présentation de Jean de Palacio, 1993
- Mon étrange plaisir, Paris, Éditions Joëlle Losfeld, coll. « Les feuilles d’Éros », 1993  (ISBN 978-2-909906-02-7)
- La Tour d'amour, Paris, Mercure de France, avec une préface d’Édith Silve, 1994  (ISBN 2-7152-1849-4)
- La Marquise de Sade, Paris, Gallimard, coll. « L'Imaginaire » no 342, avec une préface d’Édith Silve, Paris, 1996  (ISBN 978-2-07-074422-0)
- Alfred Jarry ou le Surmâle de lettres, Arléa, 2007  (ISBN 978-2-86959-758-7)
- Monsieur Vénus, Paris, Gallimard, coll. « L'Imaginaire » no 342, 2022  (ISBN 978-2-07-296808-2)
- Monsieur Vénus suivi de Madame Adonis, Paris, Gallimard, coll. « Folio Classique », no 7319, 2024  (ISBN 978-2-07-302909-6)

### Textes associés
- Sade toujours !, collection La Marguerite no 1, présentation de Christian Soulignac, Paris, Éditions du Fourneau, 1992
- Nu primordial, collection La Marguerite no 4, présentation de Christian Soulignac, Paris, Éditions du Fourneau, 1992
- Cynismes, collection La Marguerite, 2e série, no 2, présentation de Christian Soulignac, Paris, Éditions du Fourneau, 1995

## Hommages
Sa commune de naissance, Château-l'Évêque, a nommé une de ses voies du nom de « rue Rachilde ».
Son œuvre étant entrée dans le domaine public en France au 1er janvier 2024, la médiathèque Pierre-Fanlac de Périgueux a entrepris de numériser la totalité de ses romans. Une exposition lui a été consacrée par la médiathèque au printemps 2025, permettant de mettre en valeur une petite partie de l'important fonds d'imprimés et de manuscrits qui lui est consacré.